# 高村坂彦
高村 坂彦（こうむら さかひこ、1902年（明治35年）12月18日 - 1989年（平成元年）10月7日）は、日本の内務官僚、政治家。衆議院議員（自民党）、山口県徳山市長、徳山大学(現周南公立大学)初代理事長。
次男は数学者でお茶の水女子大学名誉教授の高村幸男（こうむら ゆきお、1931年8月13日 - 2009年3月21日）、四男は衆議院議員・元外務大臣の高村正彦。

## 経歴

### 出生から学生時代まで
山口県熊毛郡三井村（現光市三井）の農家に生まれる。農業・高村宇佐吉、キチの四男。父・宇佐吉は大工の棟梁でもあり、村会議員もしていた。
1917年（大正6年）、三井尋常高等小学校高等科卒業。「おまえは商人になれ」という父親の言いつけに従って厚狭郡船木町にある酒、醤油の醸造と呉服店を営む蔵重商店の別家に見習い奉公人として住み込む。1920年（大正9年）、見習い奉公から独立、厚狭町で叔父との共同事業の形で醤油醸造業を経営、「山高醤油」の名で売り出す。順調に伸びていた「山高醤油」の経営を一年半ほどで叔父に譲り、父や兄たちの反対を押し切ってやめた。
上京して東京商工学校（現・埼玉工業大学）の二年に編入。同校三年になったところで退学すると、正則英語学校と正則予備校に入学。午前中は英語を、午後は物理、化学、数学、国語を学び、さらに高等試験受験資格の取得をめざし、中央大学専門部法科の別科にも入学する。1925年（大正14年）9月に専門学校入学者検定試験に合格、中大の別科生から本科生となった。1926年（大正15年）7月、高等試験予備試験に合格。1926年（大正15年）9月、高等試験本試験に合格。
1927年（昭和2年）中央大学専門部法科卒業。

### 内務官僚として
内務省に入り、鳥取、香川、新潟各特高課長、内務事務官、警察講習所教授、近衛内閣総理大臣秘書官、愛媛県部長・警察部長、内務書記官・国土局総務課長、大阪府警察局長、内務省調査局長等を歴任。太平洋戦争の開戦に反対し、開戦後の1943年（昭和18年）から近衛文麿首相の側近グループとともに戦争の終結工作に尽力、また内務書記官在任中の1944年（昭和19年）には当時内務大臣だった安藤紀三郎に戦争終結を訴える上申書を提出している。1947年（昭和22年）退官。公職追放となる。

### 政治家として
1955年（昭和30年）衆院議員、1961年（昭和36年）から徳山市長を4期、1976年（昭和51年）から衆院議員を2期務めた。衆院議員となった1955年（昭和30年）の12月には、翌年の自民党総裁選への岸信介の立候補を「戦争責任者の一人だから自重すべき」と書簡を通じて反対している。1971年（昭和46年）徳山大学(現周南公立大学)を設立し、理事長に就任した。
1989年（平成元年）10月7日死去。

## 人物像

### 徳山市長として
- 徳山民衆駅（徳山駅ビル）の建設
- 山陽新幹線徳山駅の誘致
- 周南団地の造成
- 徳山大学の開設
- 徳山工業高等専門学校の誘致
- 交通安全運動の推進（交通安全狂市長と言われたほど徹底していた）
- 市立の全小中学校で始業時と終業時に毎日、国旗掲揚と降納、国歌を斉唱

### ふるさと光市
- 母校の光市立三井（みい）小学校の校庭に、高村坂彦の書による「道」と記された石碑が建立されている。
- 三井地区を中心に光市内には高村（こうむら）姓が多い。

### 吉田茂への反論
終戦直後の1946年、内務省調査局長在任中の高村は労働争議に関する治安閣僚会議にて、労働争議の中心人物の全員検挙を求めた吉田茂首相（当時）に対し「弾圧的な方法で取り締まることには、私は反対でございます」と発言した。吉田は高村の局長解任を口にするが、高村は「私の発言は正しい」と反論。会議終了後には、大村清一内務大臣（当時）から吉田への謝罪を要求されるが、高村は大村の要求を断っている。

## 家族・親族

### 高村家
（山口県熊毛郡三井村（現光市三井）、東京都）
- 父・宇佐吉（農業、大工棟梁、政治家・元村会議員[3]）
- 母・キチ[3]
- 兄（三人[15]）
- 妹（二人[15]）
- 妻・すず[16]（北海道出身[16]、旧姓中山[16]）
- 長男・邦彦[16]
- 次男・幸男（数学者・お茶の水女子大学名誉教授）
- 三男・忠彦[17]
- 四男・正彦（弁護士、政治家・衆議院議員）
- 長女・[17]